# Rajiv Gandhi Airport
Rajiv Gandhi International Airport eller Hyderabad International Airport (IATA-kod HYD, ICAO-kod VOHS), är den internationella flygplatsen i Hyderabad, huvudstaden i den indiska delstaten Telangana. Den ligger i Shamshabad, cirka 24 kilometer söder om Hyderabad och den öppnades den 23 mars 2008 för att ersätta Begumpet Airport, som var den enda civila flygplatsen som betjänade Hyderabad. Den är uppkallad efter Rajiv Gandhi, Indiens tidigare premiärminister. Byggd över ett område på 2 200 ha, är det Indiens största flygplats efter yta. Den ägs och drivs av GMR Hyderabad International Airport Limited (GHIAL), ett offentligt-privat konsortium. Rajiv Gandhi International Airport, Hyderabad var den första flygplatsen i Indien som lanserade inhemsk e-boarding i december 2015 och internationell e-boarding i oktober 2020. Den har också rankats på AirHelps lista över de 10 bästa flygplatserna i världen. Den är den fjärde mest trafikerade flygplatsen i Indien av passagerartrafik och betjänade nästan 21 miljoner passagerare och över 140 000 ton gods mellan april 2022 och mars 2023.
Rajiv Gandhi International Airport är Indiens första greenfield-flygplats byggd under en offentlig-privat partnerskapsmodell. Flygplatsen har en integrerad passagerarterminal, en fraktterminal och två landningsbanor. Det finns också anläggningar för flygutbildning, en bränslegård, ett solkraftverk och två anläggningar för underhåll, reparation och drift (MRO). Flygplatsen fungerar som ett nav för Alliance Air (Indien), Amazon Air, Blue Dart Aviation, SpiceJet och IndiGo. Den är även en fokusstad för Air India.

## Historik
Den befintliga kommersiella flygplatsen, Begumpet Airport, kunde inte hantera stigande passagerartrafik. Delstatsregeringen ledd av dåvarande premiärminister N Chandrababu Naidu övervägde först att konvertera Hakimpet Air Force Station till civilt bruk, men flygvapnet motsatte sig detta. När staten föreslog byggandet av en ny flygplats för flygvapnet, föreslog försvarsministeriet att staten skulle överväga platser söder om Begumpets flygplats. I oktober 1998 hade staten minskat antalet möjliga platser för den nya flygplatsen till Bongloor, Nadergul och Shamshabad. På grund av dess bekväma läge nära två motorvägar (NH 44 och NH 765) och en järnvägslinje, valdes Shamshabad i december 1998.
I december 2002 skapades Hyderabad International Airport Ltd (HIAL), senare omdöpt till GMR Hyderabad International Airport Limited (GHIAL), som en specialenhet, i vilken staten, AAI och GMR–MAHB placerade sina insatser.
I september 2003 undertecknade medlemmarna i GHIAL ett aktieägaravtal, såväl som ett avtal om statlig subvention på över 4 miljarder INR (50 miljoner USD). Ett koncessionsavtal mellan GHIAL och centralregeringen undertecknades i december 2004, som föreskrev att ingen flygplats inom en radie på 150 kilometer från RGIA fick drivas. Därför krävdes stängningen av Begumpets flygplats.

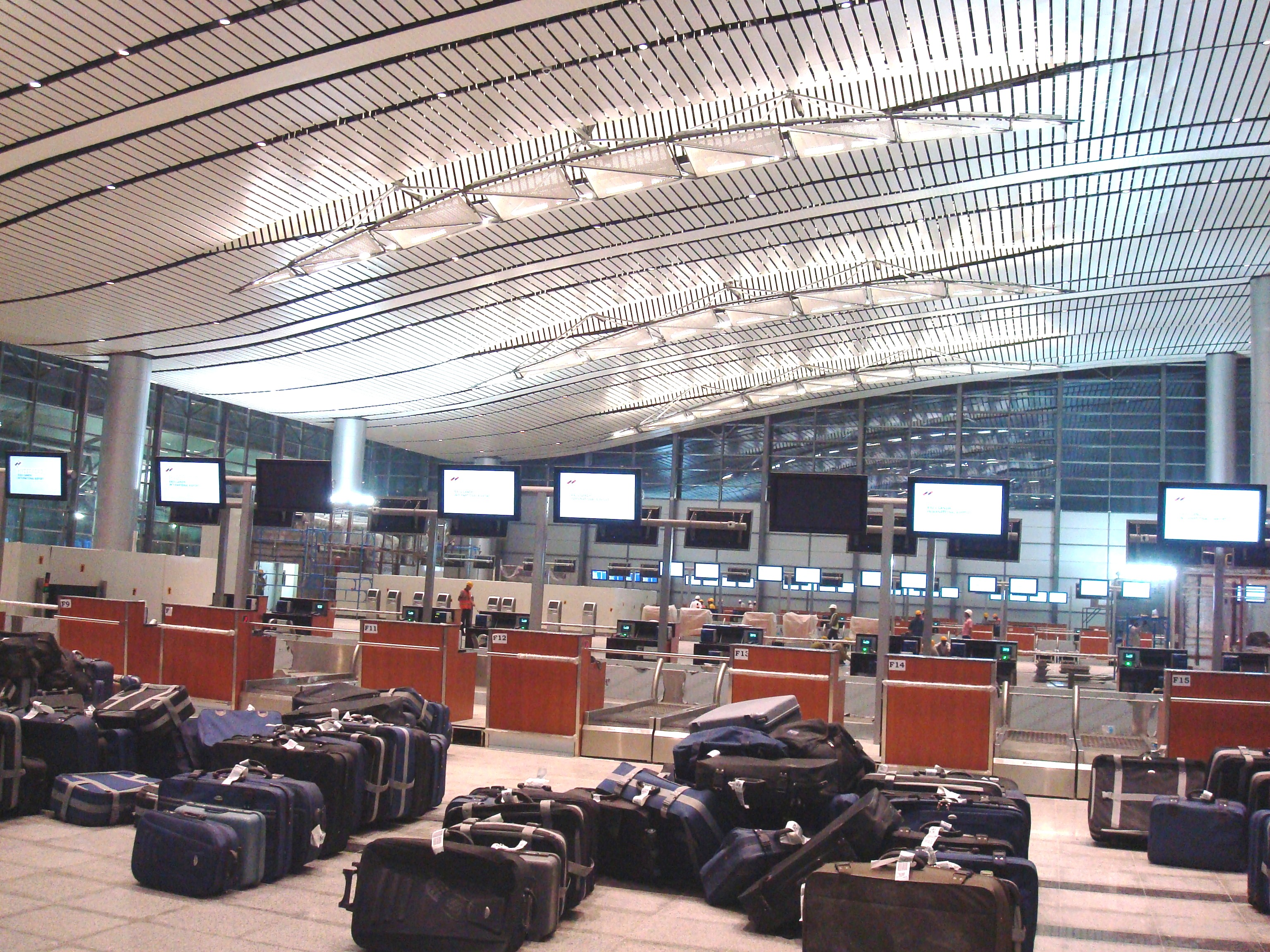
Terminalens interiör 2008

Projektet skickades vidare när Y.S. Rajasekhara Reddy fick makten och byggandet påbörjades av GMR den 16 mars 2005 när Sonia Gandhi lade grundstenen. RGIA var ursprungligen planerad att öppna för kommersiell verksamhet den 16 mars 2008, men försenades på grund av protester från vissa flygbolag över de höga kostnaderna för marktjänsterna på flygplatsen. När priserna väl hade sänkts fastställdes öppningsdatumet till den 23 mars 2008. Även om Lufthansa Flight 752 från Frankfurt skulle vara det första flyget att landa på RGIA, landade två SpiceJet-flyg tidigare. Emellertid fick Lufthansaplanet ändå det planerade ceremoniella välkomnandet vid ankomsten klockan 12:25.

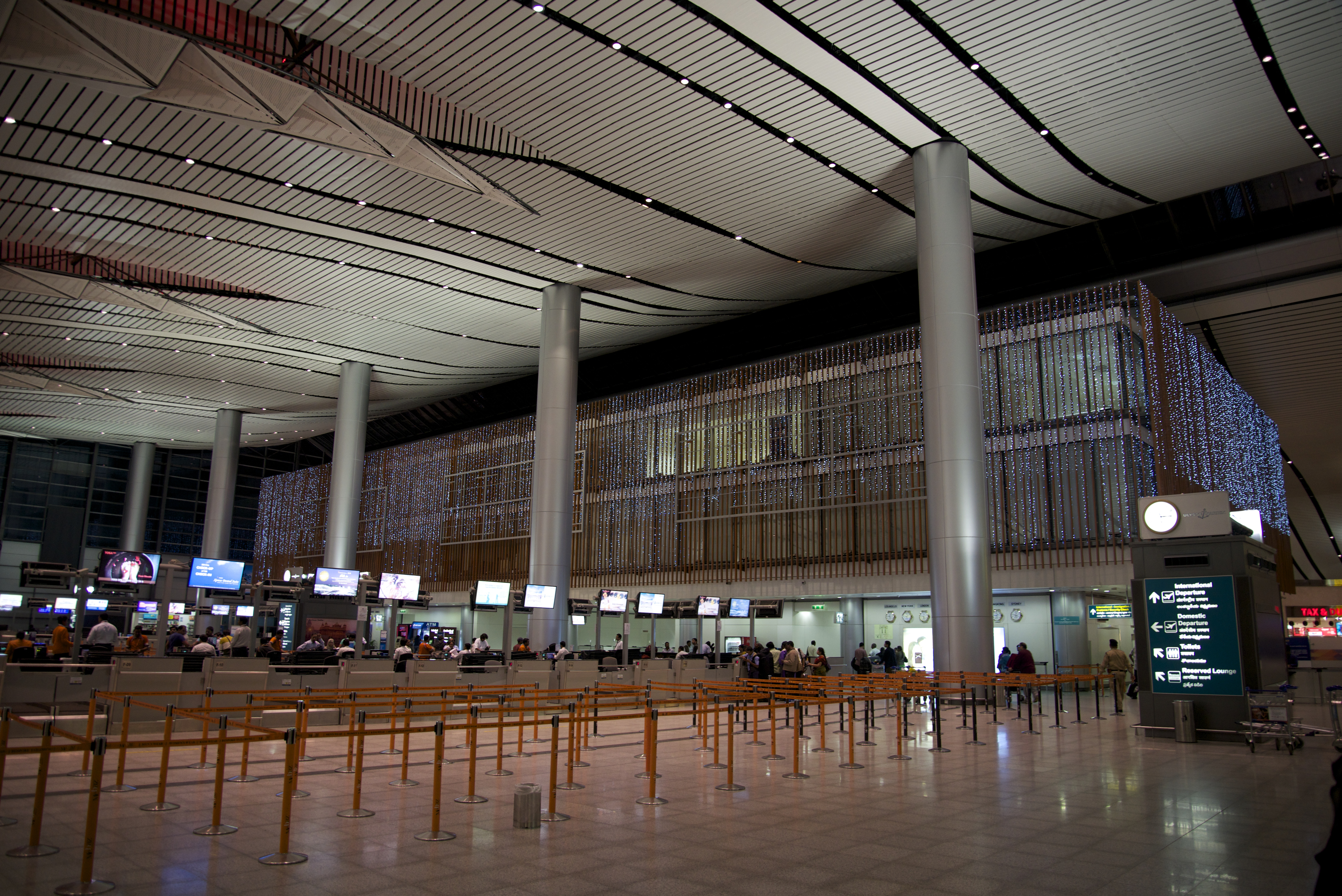
Incheckningshallen i terminalen

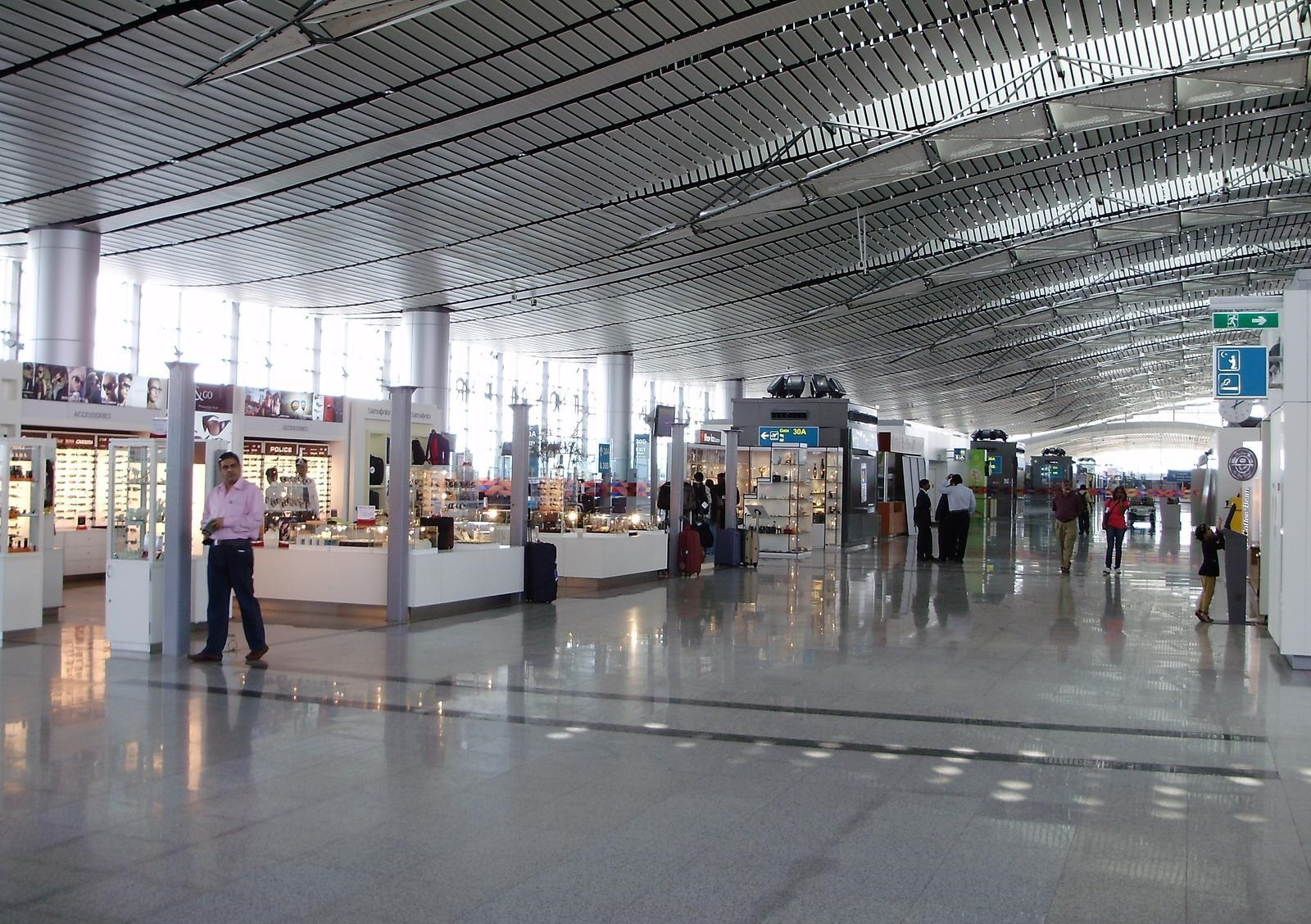
Avgångshallen

I september 2011 öppnade SpiceJet sitt regionala nav vid RGIA, med sitt nya Bombardier Q400-flygplan. Flygbolaget, som valde Hyderabad på grund av dess centrala läge i landet, flyger till flera Tier-II och Tier-III städer från flygplatsen. Det regionala flygbolaget TruJet öppnade också ett nav på RGIA när det inledde sin verksamhet i juli 2015.
I november 2014 beslutade ministeriet för civil luftfart att RGIA:s inrikesterminal skulle döpas efter N.T. Rama Rao, vilket resulterade i protester från medlemmar av Rajya Sabha.Flygplatstjänstemän förblev osäkra på hur namngivningen skulle ske.

## Flygbolag och destinationer
Följande flygbolag erbjuder året runt och säsongsbetonade reguljär- och charterflyg på Rajiv Gandhi Airport:
| Flygbolag                  | Destinationer |
| -------------------------- | --- |
| Air Arabia                 | Sharjah |
| AirAsia                    | Kuala Lumpur–International |
| Air India                  | Bangalore, Delhi, Dubai–International, Jidda, Mumbai, Riyadh, Tirupati |
| Air India Express          | Amritsar, Bangalore, Chennai, Dammam (begins 19 January 2024), Goa–Dabolim, Gwalior, Jaipur, Kochi, Kolkata, Lucknow, Surat (begins 9 January 2024), Visakhapatnam |
| Akasa Air                  | Delhi, Goa–Mopa, Mumbai |
| Alliance Air               | Bangalore, Chennai, Goa–Dabolim, Jabalpur, Jagdalpur, Kochi, Mysore, Pune, Raipur, Tirupati, Vidyanagar, Vijayawada |
| British Airways            | London–Heathrow |
| Emirates                   | Dubai–International |
| Etihad Airways             | Abu Dhabi |
| Flydubai                   | Dubai–International |
| Flynas                     | Riyadh |
| Gulf Air                   | Bahrain |
| IndiGo                     | Abu Dhabi, Ahmedabad, Aurangabad, Bagdogra, Bangalore, Belgaum, Bhopal, Bhubaneswar, Chandigarh, Chennai, Coimbatore, Colombo–Bandaranaike, Dammam, Darbhanga, Dehradun, Delhi, Dhaka, Doha, Dubai–International, Durgapur, Goa–Dabolim, Goa–Mopa, Gondia, Gorakhpur, Guwahati, Hubli, Indore, Jabalpur, Jaipur, Jidda, Jodhpur, Kannur, Kochi, Kolhapur, Kolkata, Kozhikode, Kuwait City, Lucknow, Madurai, Malé, Mangalore, Mumbai, Muscat, Mysore, Nagpur, Nashik, Patna, Port Blair, Pune, Raipur, Rajahmundry, Ranchi, Ras Al Khaimah, Riyadh, Salem, Sharjah, Shirdi, Singapore, Srinagar, Surat, Thiruvananthapuram, Tiruchirappalli, Tirupati, Udaipur, Vadodara, Varanasi, Vijayawada, Visakhapatnam |
| Jazeera Airways            | Kuwait City |
| Kuwait Airways             | Kuwait City |
| Lufthansa                  | Frankfurt (resumes 16 January 2024) |
| Malaysia Airlines          | Kuala Lumpur–International |
| Nok Air                    | Bangkok–Don Mueang |
| Oman Air                   | Muscat |
| Qatar Airways              | Doha |
| SalamAir                   | Muscat |
| Saudia                     | Jidda, Riyadh |
| Singapore Airlines         | Singapore |
| SpiceJet                   | Chennai, Delhi, Goa–Mopa, Kolkata, Kochi, Patna, Pondicherry, Pune, Tirupati, Shirdi, Varanasi |
| SriLankan Airlines         | Colombo–Bandaranaike |
| Star Air                   | Bangalore, Jamnagar, Kishangarh, Nagpur, Pune, Shivamogga |
| Thai Airways International | Bangkok–Suvarnabhumi |
| Vistara                    | Bangalore, Delhi, Goa–Mopa, Mumbai |